# Chimpanzomem

Brincadeira com imagem de Charles Darwin

O Chimpanzomem (Homo sapiens × Pan troglodytes) é um hipotético híbrido, um cruzamento, de humano com chimpanzé. Algumas mal sucedidas tentativas de produzir tal hibridização foram feitas pelo biólogo soviético Ilya Ivanovich Ivanov nos anos 20. Há ocasionais relatos de outras tentativas de tal hibridização, em especial no caso do chimpanzé Oliver (chimpanzé com face muito similar à de um homem) já nos anos 70, não havendo, porém, confirmações.
Nos anos 80 houve informações sobre tentativas dessa hibridização que teriam sido feitas em 1967 na China.
Também, a possibilidade de um cruzamento bem sucedido de um chimpanzé com um gorila, o chamado koolakamba, nunca foi confirmada.

## Nomenclatura
O portmanteau "chimpanzomem" (no caso, primeiramente em inglês com humanzee) para esse híbrido parece ter começado a ser usada nos anos 80. O portmanteau é mais antigo, datando da década de 1920, mas então não se refere a um híbrido, mas a um chimpanzé "parecido com humano", treinado para vestir roupas etc .
De acordo com a convenção de dezembro de 2015, os híbridos são denominados assim: em 1º parte nome do pai (macho) + em 2º nome da mãe (fêmea), seguindo convenção de 1930 os híbridos de leão e tigre, que podem ser ligres ou tigreões, um "Chimpanzomen" (Chuman) seria o híbrido de chimpanzé macho com fêmea humana e o "Hompanzé" (Humanzee) seria de um macho homem como uma fêmea chimpanzé. Tal convecção somente passou a ter algum senso na primeira década do século XXI, tendo sido registrada em livro da Time-Life em 2015, numa inspiração que pode ter vindo da Wikipédia em 2005.

## Viabilidade
A possibilidade de híbridos entre humanos e outros primatas foi assunto desde pelo menos o período medieval; Peter Damian (século XI) afirmou que lhe haviam mostrado a prole monstruosa de uma mulher humana que tinha acasalado com um macaco.
Linnaeus (1758) usou Homo troglodytes como o nome taxonômico para um hipotético híbrido humano com orangotango
Os chimpanzés e os seres humanos estão intimamente relacionados (partilhando 95% da sua sequência DNA e 99% das sequências das codificações DNA), levando à uma especulação contestada de que um híbrido é possível.
Os seres humanos têm um par a menos de cromossomos do que outros primatas, com cromossomos de primata 2 e 4 se fundindo em um cromossomo maior (que contém restos do [centrômero] e telômero dos ancestraisl 2 e 4)
Ter números diferentes de cromossomos não é uma barreira absoluta à hibridação; Similar incongruências são relativamente comuns em espécies existentes, um fenômeno conhecido como polimorfismo cromossômico.
Todos os grandes símios têm estrutura genética semelhante. Os cromossomos 6, 13, 19, 21, 22 e X são estruturalmente os mesmos em todos os grandes primatas. Os cromossomos 3, 11, 14, 15, 18 e 20 combinam entre gorilas, chimpanzés e humanos. Chimpanzés e humanos combinam em 1, 2p, 2q, 5, 7-10, 12, 16 e Y também. Algumas referências mais antigas incluem Y como uma correspondência entre gorilas, chimpanzés e humanos, mas chimpanzés, bonobos e humanos recentemente foram localizados compartilhando uma grande transposição do cromossomo 1 para Y não encontrada em outros símios.
Este grau de semelhança cromossômica é aproximadamente equivalente ao encontrado em Equus (gênero dos cavalos, zebras e outros). A interferência de cavalos e asnos é comum, embora a esterilidade da prole (mula) seja quase universal (com apenas cerca de 60 exceções registradas na história dos equinos). Complexidades semelhantes e esterilidade prevalente referem-se a híbridos de zebra de cavalo, ou zorse, cuja disparidade cromossômica é muito grande, com cavalos tendo tipicamente 32 pares de cromossomos e zebras entre 16 e 23 dependendo da espécie. Em paralelo direto ao caso chimpanzé-humano, o cavalo de Przewalski (Equus przewalskii) com 33 pares de cromossomos e o cavalo doméstico (E. caballus) com 32 pares cruzaram entre si e geram uma prole semi-fértil: os híbridos masculinos foram fértes com fêmeas de cavalos fêmeas..
Em 1977, o pesquisador J. Michael Bedford descobriu que esperma humano poderia penetrar as membranas externas protetoras de um óvulo de gibão. A pesquisa de Bedford também mostrou que os espermatozoides humanos não se ligariam à superfície de zona de pelúcida de primatas não-hominoides (babuíno, macaco rhesus e macaco-esquilo) concluindo que, embora a especificidade dos espermatozóides humanos não esteja confinada apenas ao homem, provavelmente está restrita ao grupo Hominoidea.
Houve um caso de um orangutango fêmea sendo mantido para a escravidão sexual por seres humanos, contudo nenhuma gravidez foi constatada.

## Tentativas de hibridização
Não houve espécimes cientificamente verificados de um híbrido humano-chimpanzé, mas houve relatos fundamentados de tentativas malsucedidas de hibridação entre humano e chimpanzé na União Soviética na década de 1920 e vários relatórios não fundamentados sobre tentativas semelhantes durante a segunda metade do século XX..
Ilya Ivanovich Ivanov foi a primeira pessoa a tentar criar um híbrido humano-chimpanzé por inseminação artificial.
Ivanov delineou sua ideia já em 1910 em uma apresentação ao Congresso Mundial de Zoólogos em Graz. Sabe-se somente que houve "um encontro de zoólogos" e o ano, porém, mais dados não são conhecidos.Na década de 1920, Ivanov realizou uma série de experimentos, trabalhando com espermatozoides humanos e chimpanzés, mas ele não conseguiu uma gravidez. Em 1929, ele organizou um conjunto de experimentos envolvendo espermatozoides não humanos e voluntárias humana, mas isso foi adiado pela morte de seu último orangotango. No ano seguinte, ele caiu sob críticas políticas do governo soviético e foi condenado ao exílio no Cazaquistão, onde trabalhou no Instituto Veterinário-Zootécnico Cazaque, tendo morrido por causa de um acidente vascular cerebral dois anos mais tarde..
Na década de 1970, um chimpanzé conhecido Oliver foi popularizado como um possível mutante ou até mesmo um chimpanzomem. Um exame dos cromossomos de Oliver na Universidade de Chicago em 1996 revelou que Oliver tinha quarenta e oito, e não quarenta e sete cromossomos, refutando assim uma afirmação anterior de que ele não tinha uma contagem normal de cromossomos para um chimpanzé. A morfologia craniana de Oliver, forma de orelha, sardas e calvície estavam de acordo com o intervalo de variabilidade exibido pelo chimpanzé comum  Os cientistas realizaram mais estudos com Oliver, cujos resultados foram publicados no American Journal of Physical Anthropology.
Na década de 1980, houve relatos de uma experiência de cruzamento humano-chimpanzé conduzida na República Popular da China em 1967 e sobre uma posterior retomada planejada de tais experimentos.
Em 1981, Ji Yongxiang, chefe de um hospital em Shengyang, alegou ter feito parte de uma experiência de 1967 em Shengyang em que uma fêmea tinha sido impregnada com esperma humano. De acordo com este relato, o experimento veio a dar em nada porque foi interrompido pela Revolução Cultural, com os cientistas responsáveis enviados para trabalhar na fazenda e a chimpanzé prenha morrendo por negligência.
De acordo com Timothy McNulty de Chicago Tribune, o relatório foi baseado em um artigo de um “paper” de Wenhui Bao de Xangai. Li Guong do departamento de pesquisa de genética da Academia Chinesa de Ciências foi citado como confirmando a existência do experimento anterior à Revolução Cultural e os planos para retomar os testes.

## Evidências
Há evidências para um processo de especiação complexa a partir do último antepassado comum chimpanzé-humano, vindo depois a separação. Trata-se de épocas anteriores à emergência do "Homo" e diz respeito à hibridação entre Pan e Ardipithecus ou Orrorin.
Diferentes cromossomos parecem ter se dividido em diferentes momentos, sugerindo que a hibridização em larga escala pode ter ocorrido ao longo de um período de até quatro milhões de anos levando às duas linhagens emergentes (humanos e chimpanzés) há seis milhões de anos.
A semelhança do cromossomo X em humanos e chimpanzés pode sugerir hibridização tão recente quanto há quatro milhões de anos. Essa última conclusão deve ser considerada como incerta, com propostas alternativas disponíveis para explicar o tempo de divergência aparentemente curto para o cromossomo X.

## Na ficcão
- Corinne de Vailly Normand Lester, Les orchidées de Staline (2017), ISBN 978-2374532325.[25]
- Susan Gates, Humanzee (1998), ISBN 978-0192717962.
- Michael Crichton,  Next (2006), ISBN 978-0060873165.
- Laurence Gonzales, Lucy, (2010), ISBN 978-0307473905.[26]